# Acer huianum
Acer huianum é uma espécie de árvore do gênero Acer, pertencente à família Aceraceae.